# Sikås (västra delen)
Sikås (västra delen) var före 2010 en av SCB avgränsad och namnsatt småort i Sikås i Strömsunds kommun. Vid 2010 års avgränsning klassades den inte längre som en småort.